# Handball-Bayernliga 1994/95
Die Handball-Bayernliga 1994/95 wurde unter dem Dach des „Bayerischen Handballverbandes“ (BHV) organisiert, sie ist die höchste Spielklasse des Landesverbandes Bayern und wurde hinter der Handball-Regionalliga als vierthöchste Spielklasse im deutschen Ligensystem eingestuft.

## Saisonverlauf
Die Handball-Bayernliga 1994/95 war die siebenunddreißigste Ausspielung der Handball-Bayernligasaison.

### Modus
Es wurde eine Hin- und Rückrunde gespielt. Nach Abschluss der daraus resultierenden 22 Spieltage stieg der „Bayerische Meister“ in die Regionalliga auf, während die letzten drei Mannschaften in die beiden Staffeln der Landesliga absteigen mussten.  Bei Punktegleichheit war das bessere Torverhältnis ausschlaggebend. Der Modus war für Männer und Frauen gleich.

## Teilnehmer und Platzierungen
Nicht mehr dabei waren die Auf- und Absteiger der Vorsaison. Neu dabei waren ein Absteiger (A) und die Aufsteiger (N) aus den Landesligen. Im Verlaufe der Saison traten zwölf Mannschaften in der Bayernliga an.

### Abschlusstabelle
Saison 1994/95 
|     | Mannschaft           | Spiele | Punkte |
| --- | -------------------- | ------ | ------ |
| 1.  | TSV Lohr             | 22     | 35:9   |
| 2.  | TG Landshut          | 22     | 33:11  |
| 3.  | TB 03 Roding (N)     | 22     | 30:14  |
| 4.  | TSV Landsberg        | 22     | 30:14  |
| 5.  | TSV Simbach (N)      | 22     | 27:17  |
| 6.  | CSG Erlangen II      | 22     | 20:24  |
| 7.  | MTSV Schwabing       | 22     | 19:25  |
| 8.  | TSV 1860 Ansbach (A) | 22     | 18:26  |
| 9.  | DJK Rimpar (N)       | 22     | 18:26  |
| 10. | TG 1848 Kitzingen    | 22     | 17:27  |
| 11. | TS/HR Selb           | 22     | 10:34  |
| 12. | SC Freising          | 22     | 7:37   |

Bereich des „Bayer. Handballverbandes“ (BHV)

(A) = Absteiger aus der Regionalliga Süd, (N) = neu in der Liga

 Bayerischer Meister und Aufsteiger zur Regionalliga Süd 1995/96
 Für die Bayernliga  1995/96 qualifiziert
 Absteiger in die Landesliga Bayern 1995/96

## Handball-Bayernliga (Frauen) 1994/95
- Der DJK Würzburg wurde Bayerischer Meister und hat sich für die Regionalliga Süd 1995/96 der Frauen qualifiziert.